# Карабегович, Осман
Осма́н Карабе́гович (серб. Осман Карабеговић, босн. Osman Karabegović; 7 сентября 1911, Баня-Лука — 24 июня 1996, Белград) — югославский военный и политический деятель, участник Народно-освободительной войны. Народный герой Югославии (1952).

## Биография

### Ранние годы
Осман Карабегович родился 7 сентября 1911 года в Баня-Луке. Будучи школьником, записался в организацию «Млада Югославия». В 1932 году принят в компартию Югославии, в том же году исключён из гимназии за участие в забастовке и демонстрациях. Среднее образование получил, окончив школу в 1933 году в Сараево. За свою коммунистическую деятельность был арестован в 1933 году и приговорён к публичной порке, однако под давлением общества был отпущен на свободу. Поступил в Белградский университет на ветеринарный факультет, вступил в коммунистическое общество университета. Повторному аресту подвергся в 1935 году и был отправлен в Баня-Луку. Вновь поступил в университет в 1936 году, где снова начал продвигать идеи коммунизма. Многочисленные аресты не помогали справиться полиции с бунтующим коммунистом. Когда началась война, он вернулся в Баня-Луку и возглавил райком Боснийской Краины.

### В годы войны
В начале июня 1941 года Карабегович организовал совещание в городе Шехитлуци, на котором было принято решение о создании вооружённых партизанских отрядов в Краине. Во второй половине того же месяца он начал совершать поездки по Краине, посетив Приедор, Босански-Нови, Крупу и Бихач. В начале июля совместно с Иосипом Мажаром Карабегович посетил Босански-Петровац и Двор, где и был сформирован военный комитет по подготовке к восстанию.
25 июля 1941 года в Орловцах было принято решение о начале партизанских действий: Карабегович и Младен Стоянович направились на Козару для набора добровольцев, а затем при помощи Иосипа Мажара начали организовывать отряды. В августе 1941 года Карабегович стал политруком 2-го Краинского партизанского отряда. В начале октября 1941 года участвовал в военном совете в Романии.
22 февраля 1942 Карабегович провёл партийное совещание в Кнежево, где был назначен политруком Оперштаба в Боснийской Краине. В конце 1942 года он возглавил новосозданный 1-й (позднее 3-й) боснийский армейский корпус в качестве политрука. До конца войны был секретарём облкома в Боснийской Краине, членом райкома в Боснии и Герцеговине, а также членом Главного штаба НОАЮ. Участвовал в первых двух съездах АВНОЮ и в обоих съездах Земельного антифашистского вече народного освобождения Боснии и Герцеговины.

### После войны
После войны он значительно продвинулся по служебной лестнице и сделал политическую карьеру. В СФРЮ он был депутатом Народной Скупщины с 1946 по 1974 годы, был членом Союзного правительства с 1947 по 1956 годы, а также возглавлял с 1956 по 1963 годы Исполнительный совет Народной Cкупщины СР Боснии и Герцеговины с 1956 по 1963 годы. Был также членом ЦК КПЮ с 1948 года. В 1974 году его исключили из партии по официальной версии «за несогласие с политикой КПЮ», а по неофициальной — за националистическую пропаганду в Боснии.
Скончался 24 июня 1996 в Белграде. Похоронен на Аллее народных героев на Новом кладбище в Белграде. В Баня-Луке установлен памятный бюст в честь Османа Карабеговича.

## Награды
23 июля 1952 Осману Карабеговичу присвоили звание Народного героя Югославии. Также он награждён орденами Национального освобождения, Югославского флага, Партизанской Звезды, Братства и единства, «За заслуги перед народом» и «За храбрость», медалью Партизанской памяти